# Synopsis Plantarum
Synopsis Plantarum (abreviado Syn. Pl.) es un libro con descripciones botánicas que fue escrito por Christiaan Hendrik Persoon y editado en París con el nombre de Synopsis Plantarum: seu Enchiridium botanicum, complectens enumerationem systematicam specierum hucusque cognitarum. Parisiis Lutetiorum, en dos tomos, el primero en 1805 y el segundo en 1806-1807, donde se describen 20.000 especies vegetales.